# Синегорский (Саратовская область)
Синего́рский — посёлок в Озинском районе Саратовской области. Административный центр Озёрского муниципального образования.

## География
Посёлок находится на балке Бычья, выше истока реки Большой Камышлак, на расстоянии 20 км к северо-востоку от посёлка Озинки, административного центра района.

## История
Посёлок возник в 1928 году при организации совхоза «Озёро-Пушкинский». Указом Президиума Верховного Совета РСФСР от 19 октября 1984 года посёлку центральной усадьбы совхоза «Озёрский»присвоено наименование Синегорский.

## Население
| 2002 | 2010 |
| ---- | ---- |
| 896  | ↘775 |